# Jutta von Diecken
Jutta von Diecken (* 11. Februar 1961) ist eine deutsche Tischtennisspielerin. Bei Deutschen Meisterschaften der Erwachsenen gewann sie eine Bronzemedaille, hinzu kamen später bei Seniorenturnieren weitere Titelgewinne.

## Werdegang
Jutta von Diecken begann ihre Karriere beim Verein ASV Wuppertal, mit dessen Damenmannschaft sie Mitte der 1970er Jahre in der Oberliga antrat. 1978 erreichte sie bei den Deutschen Mädchenmeisterschaften im Doppel mit Ute Meffert das Endspiel im Doppel. 1980 wechselte sie in die Bundesliga. Zunächst wurde sie mit Post SV Düsseldorf 1983 Meister der 2. Bundesliga West, 1984 schloss sie sich Weiß-Rot-Weiß Kleve an. Bei den  Deutschen Meisterschaften 1985 holte sie im Einzel Bronze.
Etwa seit 2006 trat sie bei zahlreichen nationalen und internationalen Seniorenturnieren an, wo sie mehrere Erfolge feiern konnte.

## Privat
Im Februar 2021 heiratete sie, seitdem tritt sie unter dem Namen Dasberg auf.

## Turnierergebnisse
| Verband | Veranstaltung         | Jahr | Ort        | Land | Einzel | Doppel | Mixed  | Team |             |
| ------- | --------------------- | ---- | ---------- | ---- | ------ | ------ | ------ | ---- | ----------- |
| GER     | Senioren-DM Ü40       | 2006 | Mölln      | GER  |        | Silber |        |      | [ Meyer 2 ] |
| GER     | Senioren-DM Ü40       | 2007 | Gütersloh  | GER  |        | Silber |        |      | [ Meyer 2 ] |
| GER     | Senioren-DM Ü40       | 2008 | Chemnitz   | GER  | Gold   | Bronze |        |      | [ Meyer 2 ] |
| GER     | Senioren-DM Ü40       | 2010 | Berlin     | GER  |        | Bronze | Silber |      | [ Meyer 3 ] |
| GER     | Senioren-DM Ü50       | 2011 | Siegen     | GER  | Bronze |        |        |      | [ Meyer 4 ] |
| GER     | Senioren-DM Ü50       | 2012 | Hude       | GER  | Gold   |        |        |      | [ Meyer 4 ] |
| GER     | Senioren-Europam. Ü60 | 2013 | Bremen     | GER  |        | Silber |        |      | [ 8 ]       |
| GER     | Senioren-DM Ü50       | 2015 | Bielefeld  | GER  | Gold   |        |        |      | [ Meyer 4 ] |
| GER     | Senioren-DM Ü50       | 2017 | Neuenstadt | GER  | Bronze |        |        |      | [ 9 ]       |
| GER     | Senioren-DM Ü50       | 2018 | Dillingen  | GER  | Silber | Bronze | Bronze |      | [ 10 ]      |
| GER     | Senioren-DM Ü50       | 2023 | Ahrensburg | GER  | Gold   | Bronze | Bronze |      | [ 11 ]      |

### Hans-Albert Meyer
1. ↑  Tischtennis-Archiv des Hans-Albert Meyer: 2. Damen-Bundesliga 1981 bis 1999
2. 1 2 3  Deutsche Seniorenmeisterschaften 2006 – 2008: Doppel mit Christiane Busche-Schmidt
3. ↑  Deutsche Seniorenmeisterschaften 2010: Doppel mit Claudia Willms, Mixed mit Ulf Boden
4. 1 2 3  Deutsche Seniorenmeisterschaften 2000 bis 2016

| Personendaten    | Personendaten                 |
| ---------------- | ----------------------------- |
| NAME             | Diecken, Jutta von            |
| ALTERNATIVNAMEN  | Dasber, Jutta (Ehename)       |
| KURZBESCHREIBUNG | deutsche Tischtennisspielerin |
| GEBURTSDATUM     | 11. Februar 1961              |